# 루드밀라 포르마노바
루드밀라 포르마노바(체코어: Ludmila Formanová, 1974년 1월 2일 ~ )는 체코의 전직 육상 선수로 800m에서 전문적으로 활약했다.
8월 11일에 그녀는 1시간 56.56분의 개인 최고 시간으로 달렸고 8월 24일에 세계 선수권 대회에서 우승했다.
그녀는 2007년 5월 2일에 공식 은퇴를 선언했다.

## 참조
- (영어) 루드밀라 포르마노바 - 국제 육상 경기 연맹